# Artun Yeres
Artun Yeres (1944, Istanbul - 3 de novembre de 2007) va ser un director de cinema turc.
D'origen armeni, Artun Yeres va iniciar com a director de cine el 1968 amb el curtmetratge Çirkin Ares (Ares el lleig) i ha dirigit més de cent pel·lícules, entre les quals Don Kişot Sahte Şövalye (Don Quixot el fals cavaller, 1971). També ha escrit diversos llibres, tots sobre el cinema.